# Конава (Оклахома)
Конава (англ. Konawa) — місто (англ. city) в США, в окрузі Семінол штату Оклахома. Населення — 1288 осіб (2020).

## Географія
Конава розташована за координатами 34°57′29″ пн. ш. 96°45′13″ зх. д. / 34.95806° пн. ш. 96.75361° зх. д. (34.958183, -96.753527).  За даними Бюро перепису населення США в 2010 році місто мало площу 3,39 км², уся площа — суходіл.

## Демографія
Згідно з переписом 2010 року, у місті мешкало 1298 осіб у 508 домогосподарствах у складі 325 родин. Густота населення становила 382 особи/км².  Було 632 помешкання (186/км²).
Расовий склад населення:
| - 65,0 % — білих - 21,8 % — корінних американців - 2,4 % — чорних або афроамериканців - 0,4 % — вихідців з тихоокеанських островів - 0,2 % — азіатів |

До двох чи більше рас належало 9,9 %. Частка іспаномовних становила 1,5 % від усіх жителів.
За віковим діапазоном населення розподілялося таким чином: 26,0 % — особи молодші 18 років, 58,4 % — особи у віці 18—64 років, 15,6 % — особи у віці 65 років та старші. Медіана віку мешканця становила 38,1 року. На 100 осіб жіночої статі у місті припадало 94,3 чоловіків;  на 100 жінок у віці від 18 років та старших — 92,4 чоловіків також старших 18 років.
Середній дохід на одне домашнє господарство  становив 42 599 доларів США (медіана — 36 285), а середній дохід на одну сім'ю — 47 701 долар (медіана — 39 167). Медіана доходів становила 35 114 долари для чоловіків та 25 417 доларів для жінок. За межею бідності перебувало 16,3 % осіб, у тому числі 19,5 % дітей у віці до 18 років та 3,9 % осіб у віці 65 років та старших.
Цивільне працевлаштоване населення становило 492 особи. Основні галузі зайнятості: освіта, охорона здоров'я та соціальна допомога — 25,8 %, виробництво — 12,0 %, роздрібна торгівля — 10,8 %.